# Gagrellula siberutiana
Gagrellula siberutiana is een hooiwagen uit de familie Sclerosomatidae.